# Museo de la Orangerie

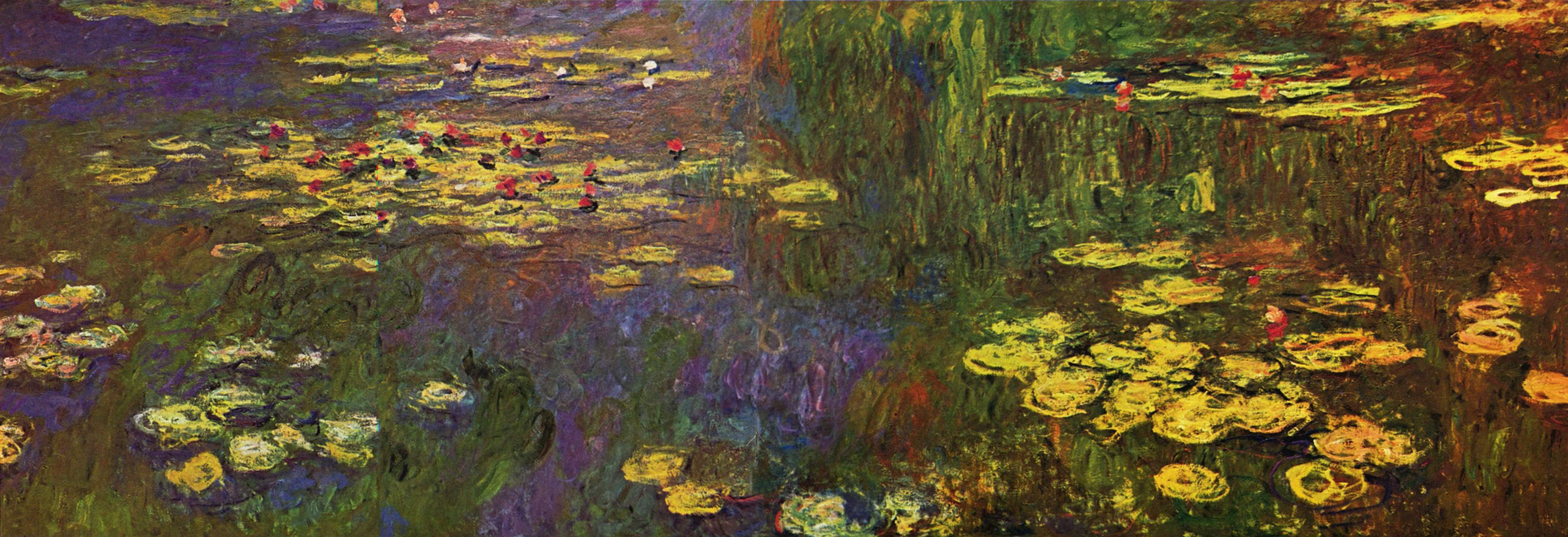
Claude Monet: Nymphéas, 1920-26

El Museo de la Orangerie (en francés, Musée de l'Orangerie) es una galería de arte de pinturas impresionistas y postimpresionistas y de arte moderno de principios de siglo ubicada en el Jardín de las Tullerías en París. Alberga obras de Paul Cézanne, Henri Matisse, Amedeo Modigliani, Claude Monet, Pablo Picasso, Pierre-Auguste Renoir, Henri Rousseau, Chaïm Soutine, Alfred Sisley y Maurice Utrillo entre otros.
La galería está a orillas del Sena en la antigua orangerie del Palacio de las Tullerías en el Jardín de las Tullerías, del lado Este de la Plaza de la Concordia, cerca de las estaciones «Concorde» y «Tuileries» del metro de París.

## Historia
Según su sitio web, el edificio fue construido originalmente en 1852 por el arquitecto Firmin Bourgeois y completado por su sucesor, Louis Visconti, para proteger los naranjos del jardín de las Tullerías. Fue utilizado durante la III República como depósito de bienes, sala de examen y lugar de alojamiento para soldados movilizados; también sirvió para albergar eventos deportivos, musicales y patrióticos. Además, era un lugar de exhibiciones de la industria, animales, plantas, así como muestras raras de pintura.
Como afirma el historiador de arte Michel Hoog: "En 1921, la administración de Bellas Artes decidió asignar a la Dirección de Museos Nacionales (como se llamaba entonces) los dos edificios que daban a la Plaza de la Concordia, el Jeu de Paume, y la Orangerie, que hasta entonces había sido utilizada para su propósito original. La Orangerie se convirtió en un anexo del Museo de Luxemburgo , criticado por unanimidad por ser demasiado pequeño, mientras que el Jeu de Paume iba a ser utilizado para exposiciones temporales y para albergar la pintura extranjera contemporánea." 
El pintor impresionista Claude Monet había decidido donar paneles decorativos para el gobierno francés, como un homenaje al final de la Primera Guerra Mundial. El ex primer ministro de Francia y gran amigo de Monet, Georges Clemenceau, sugirió que Monet instalara las pinturas en la Orangerie, recientemente disponible, en lugar de hacerlo en el museo del Jeu de Paume, que tenía un espacio de pared más pequeño o, como se había planeado anteriormente, en un anexo al Museo Rodin.
El 12 de abril de 1922, Claude Monet firmó un contrato para donar la serie de paneles decorativos "Les Nymphéas", pintados sobre lienzo, al gobierno francés, que se alojarían en unas habitaciones ovales en la Orangerie, rediseñadas. Con el aporte de Monet, la arquitecta jefe del Louvre, Camille Lefèvre, elaboró nuevos planos y alzados en 1922, para albergar los grandes lienzos "Les Nymphéas" de Monet, que incorporan luz natural, paredes lisas y escasa decoración interior. Según la investigación de Hoog, "los fondos estuvieron disponibles el 17 de agosto de 1922, el trabajo comenzó en octubre y parece haber finalizado en [el] año siguiente". Poco dispuesto a renunciar a sus últimas obras de arte, estas pinturas se quedaron con Monet hasta su muerte, el 5 de diciembre de 1926. El 31 de enero de 1927 la compañía Laurent-Fournier acordó instalar y montar los paneles, en un proceso que involucraba pegar el lienzo directamente a las paredes. Las pinturas estuvieron en su lugar el 26 de marzo de ese año. El 17 de mayo de 1927 "Les Nymphéas" de Monet se abrieron al público, en el Museo de l'Orangerie.
Según Hoog, "En agosto de 1944, durante la batalla por la liberación de París, cinco proyectiles cayeron sobre las salas de las ninfas, dos paneles (los situados en la pared entre las dos habitaciones) sufrieron daños, pero inmediatamente se restauraron. Este trabajo de restauración se renovó y se realizó una limpieza general".
La viuda de Paul Guillaume, la señora Jean Walter, donó su colección de arte moderno a los Museos Nacionales de Francia, en 1958. L'Orangerie ha albergado la colección Walter-Guillaume de pintura impresionista, de los siglos XIX y XX, desde 1965.
En enero de 2000, el museo fue cerrado por trabajos de renovación, completamente revisado y restaurado, y se volvió a abrir al público en mayo de 2006. En los meses previos a su cierra hubo una exhibición especial de Les Nympheas de Monet que estaban dispersadas por museos de todo el mundo. Se incluyeron más de 60 de las 250 pinturas que hizo de los nenúfares de su jardín. Las paredes fueron repintadas en tonos púrpuras y violetas para esta exposición en particular. Tras la renovación, se trasladaron Les Nympheas a la planta superior del edificio. Ahora están dispuestas bajo una luz difusa, tal como inicialmente pretendió Monet. Las ocho pinturas se muestran en dos salas.

## Principales obras

### Paul Cézanne
- Retrato de la señora Cézanne (h. 1890)

### Claude Monet
- Les nymphéas (1895 - 1926)
- Las nubes (1923-1926)

### Pablo Picasso
- Gran bañista (1921-1922)

### Pierre-Auguste Renoir
- Femme nue dans un paysage (1883)
- unes files de peri (hacia 1892)
- Baigneuse aux cheveux longs (1895-1896)
- Yvonne et Christine Lerolle au piano (hacia 1897-1898)
- Femme nue couchée (Gabrielle) (1906-1907)
- Claude Renoir en clown (1909)
- Femme accoudée (1917-1919)

### Henri Rousseau
- La Carriole du Père Junier (1908)

### Amedeo Modigliani
- Antonia (1915)